# Альбертієви баси
Альбертієви баси — акомпанемент до мелодії, що складається з «ламаних», «розкладених» акордів, тобто акордів, в яких звуки беруться не одночасно, а по черзі. Прийом типовий для клавірної музики кінця XVIII століття. Назва альбертієві баси пов’язана з ім'ям італійського композитора Д. Альберті, який нібито винайшов цей прийом.